# Clara Decortes
Clara Decortes (Seriate, 7 marzo 1996) è una pallavolista italiana, opposto dell'Helvia Recina.

## Biografia
É la sorella maggiore della cestista Lucia Decortes.

## Carriera
La carriera di Clara Decortes inizia nel campionato 2012-13 con la seconda squadra del Bergamo, impegnato in Serie B1, dove rimane per un triennio: nella stagione 2015-16 con l'Alba e in quella 2016-17 con la Properzi di Lodi, dove conquista la Coppa Italia di categoria e la promozione in cadetteria.
Approda per la prima volta in Serie A2 per la stagione 2017-18, quando viene ingaggiata dalla Millenium Brescia, con la quale conquista la promozione in massima serie. L'annata seguente continua tuttavia a disputare il campionato cadetto nei ranghi della Zambelli Orvieto, mentre per la stagione seguente si trasferisce all'Adolfo Consolini di San Giovanni in Marignano, sempre in Serie A2.
Il salto di categoria e l'esordio in Serie A1 arriva con l'annata 2020-21, con il ritorno alla Millenium Brescia, ma l'esperienza dura solamente alcuni mesi: infatti, a dicembre, si trasferisce al Roma Club, ancora una volta in serie cadetta, con cui disputa la seconda parte dell'annata conquistando una nuova promozione in Serie A1, categoria dove milita nel campionato successivo con lo stesso club.
Per la stagione 2022-23 è di nuovo impegnata nel campionato cadetto, accettando la proposta del Mondovì, con il quale rimane per due annate prima di trasferirsi all'Helvia Recina di Macerata, ancora in Serie A2.